# Retrocesso e degradação do solo
Retrocesso e a degradação do solo são dois processos de evolução regressiva associados à perda de equilíbrio de um solo estável. O retrocesso é principalmente devido à erosão do solo e corresponde a um fenômeno em que a sucessão reverte a terra ao seu estado físico natural. A degradação é uma evolução, diferente da evolução natural, relacionada ao clima e à vegetação local. É devido à substituição das comunidades vegetais primárias (conhecidas como vegetação clímax) pelas comunidades secundárias. Essa substituição modifica a composição e a quantidade de húmus e afeta a formação do solo. Está diretamente relacionada à atividade humana. A degradação do solo também pode ser vista como qualquer mudança ou perturbação ecológica no solo percebida como deletéria ou indesejável.

## Em geral
No início da formação do solo, os afloramentos de rocha nua são gradualmente colonizados por espécies pioneiras (líquens e musgos). Elas são sucedidas por vegetação herbácea, arbustos e, finalmente, floresta. Paralelamente, forma-se o primeiro horizonte com húmus (horizonte A), seguido de alguns horizontes minerais (horizontes B). Cada estágio sucessivo é caracterizado por uma certa associação de solo/vegetação e meio ambiente, que define um ecossistema .
Após certo tempo de evolução paralela entre o solo e a vegetação, atinge-se um estado de equilíbrio estável. Este estágio de desenvolvimento é chamado de clímax por alguns ecologistas e "potencial natural" por outros. A sucessão é a evolução para o clímax.
Os ciclos de evolução dos solos têm durações muito variáveis, entre dezenas, centenas ou milhares de anos para solos de evolução rápida (somente horizonte A) a mais de um milhão de anos para solos de desenvolvimento lento. O mesmo solo pode atingir várias condições sucessivas de estado estacionário durante sua existência, como exibido pela sequência da floresta pigmeu no condado de Mendocino, Califórnia. Os solos atingem naturalmente um estado de alta produtividade, a partir do qual se degradam naturalmente à medida que os nutrientes minerais são removidos do sistema do solo. Assim, os solos mais velhos são mais vulneráveis aos efeitos da regressão e degradação induzidas.
A terra pode ser degradada por vários motivos, dentre estes:
- erosão causada pela água, a principal causa de degradação;
- erosão causada pelo vento, importante em regiões secas, onde é responsável por boa parte da desertificação;
- degradação física: formação de crosta, compactação, vedação, perda de vegetação, endurecimento excessivo, obstrução de drenagem, encharcamento, capacidade de infiltração e retenção de água reduzida;
- degradação química: salinização, alcalinização, acidificação, percolação e depleção de nutrientes, retirada de matéria orgânica, queima de resíduos vegetais, agroquímicos e poluentes industriais.[6]

## Consequências
Aqui estão algumas das consequências da regressão e degradação do solo:
- Impacto nos rendimentos: ps recentes aumentos na população humana colocaram uma grande pressão sobre os sistemas de solo do mundo. Mais de 7 bilhões de pessoas estão agora usando cerca de 38% da área de terra da Terra para cultivar plantações e pecuária.[7] Muitos solos sofrem vários tipos de degradação, que podem, em última análise, reduzir sua capacidade de produzir recursos alimentares. Isso reduz a segurança alimentar, que muitos países que enfrentam a degradação do solo já não têm.[8] Leve degradação refere-se a terras onde o potencial de rendimento foi reduzido em 10%, degradação moderada refere-se a uma diminuição do rendimento de 10-50%. Solos severamente degradados perderam mais de 50% de seu potencial. Os solos mais severamente degradados estão localizados em países em desenvolvimento. Na África, a redução do rendimento está entre 2 a 40%, com uma perda média de 8,2% do continente.[8]
- Desastres naturais: catástrofes naturais como fluxos de lama e inundações são responsáveis pela morte de muitos seres vivos a cada ano. Isso causa um ciclo, pois as inundações podem degradar o solo e a degradação do solo pode causar inundações.
- Deterioração da qualidade da água: o aumento da turbidez da água e o aporte de nitrogênio e fósforo podem resultar em eutrofização. Partículas de solos em águas superficiais também são acompanhadas por insumos agrícolas e por alguns poluentes de origem industrial, urbana e rodoviária (como metais pesados). O escoamento com pesticidas e fertilizantes torna a qualidade da água perigosa. O impacto ecológico dos insumos agrícolas (como herbicidas) é conhecido, mas difícil de avaliar devido à multiplicidade dos produtos e seu amplo espectro de ação.
- Diversidade biológica: a degradação do solo pode envolver a perturbação das comunidades microbianas, o desaparecimento da vegetação clímax e a diminuição do habitat animal, levando à perda de biodiversidade e à extinção animal.[9]
- Perda econômica: globalmente, a perda anual de 76 bilhões de toneladas de solo custa ao mundo cerca de 400 bilhões por ano. No Canadá, os efeitos da degradação da terra nas fazendas foram estimados em 700 a 915 milhões de dólares em 1984. O impacto econômico da degradação da terra é extremamente grave no sul da Ásia densamente povoado e na África Subsaariana.[8]

## Melhoria, reconstrução e regeneração do solo
Problemas de erosão do solo podem ser combatidos e certas práticas que podem levar ao aprimoramento e reconstrução do solo. Apesar de simples, os métodos para reduzir a erosão muitas vezes não são escolhidos porque essas práticas superam os benefícios de curto prazo. A reconstrução é especialmente possível através da melhoria da estrutura do solo, adição de matéria orgânica e limitação do escoamento. No entanto, essas técnicas nunca conseguirão restaurar totalmente um solo (e a fauna e flora a ele associadas) que levou mais de 1000 anos para ser construído. A regeneração do solo é a reforma do solo degradado por meio de processos biológicos, químicos e/ou físicos.
Quando a produtividade diminuiu nos solos de baixa argila do norte da Tailândia, os agricultores inicialmente responderam adicionando matéria orgânica dos cupinzeiros, mas isso era insustentável a longo prazo. Os cientistas então experimentaram adicionar ao solo bentonita, uma das argilas da família das esmectitas. Em testes de campo, conduzidos por cientistas do International Water Management Institute em cooperação com a Universidade Khon Kaen e agricultores locais, isso teve o efeito de ajudar a reter água e nutrientes. Complementando a prática habitual do agricultor com uma única aplicação de 200 kg de bentonita por rai (6,26 rai = 1 hectare) resultou em um aumento médio de 73% no rendimento. Mais estudos mostraram que a aplicação de bentonita em solos arenosos degradados reduzia o risco de quebra de safra durante anos de seca.
Em 2008, três anos após os testes iniciais, os cientistas do IWMI realizaram uma pesquisa entre 250 agricultores no nordeste da Tailândia, metade dos que aplicaram bentonita em seus campos e metade dos que não. A produção média para aqueles que usaram a adição de argila foi 18% maior do que para os usuários sem argila. O uso da argila permitiu que alguns agricultores mudassem para o cultivo de hortaliças, que precisam de solo mais fértil. Isso ajudou a aumentar sua renda. Os pesquisadores estimaram que 200 agricultores no nordeste da Tailândia e 400 no Camboja adotaram o uso de argilas, e que outros 20 mil agricultores foram introduzidos à nova técnica.